# Char D2
Char D2 je bio francuski tenk za vrijeme drugog svjetskog rata. Iako je trebao biti bitno bolji od svog prethodnika Chara D1, Char D2 nije se pokazao ništa boljim. Čak je u nekim značajkama bio i gori. Pokretljivost se poboljšala samo u pogledu maksimalne brzine, ali je u svemu ostalome ostala ista, ili je zbog povećanja mase bila još slabija u odnosu na Char D1. U prvoj seriji nije se povećala ni paljbena moć, te su ostali isti problemi s preopterećenim zapovjednikom, ciljateljem i puniteljem. Zapravo je iz današnje perspektive teško zaključiti zašto je francuska vojska krajem tridesetih godina prošlog stoljeća inzistirala na tročlanim posadama, tim prije što je u Charu D2 bilo više nego dovoljno mjesta za još jednog člana posade.
Po nekim izvorima ukupno je napravljeno 100 Charova D2, a po drugim ukupno ih je dovršeno 86. U svakom slučaju, nisu bitnije utjecali na bitke za Francusku 1940. godine. Danas ne postoji ni jedan sačuvani primjerak Chara D2.

## Razvoj
Francuska vojska od samog početka nije bila zadovoljna novim jurišnim tenkom. Još tijekom razvoja i prvih testiranja D1 nije zadovoljio zahtjeve francuskih oklopnih snaga. Tijelo tenka spajano zakovicama bilo je preteško, a poseban se problem javio s kupolom ST2 koja je bila gotovo neuporabljiva. Ni cijena od 470 000 franaka nije bila mala. Zbog toga ne začuđuje što je još tijekom razvoja Chara D1 francuska vojska od Renaulta zatražila razvoj naprednijeg tenka, kojim će otkloniti sve njegove nedostatke.
Tako je već 23. siječnja 1930. francusko ministarstvo obrane objavilo zahtjev za novim tenkom. U njemu je traženo da se debljina oklopnog tijela tenka poveća na najmanje 40 mm. Povećanje mase trebalo se kompenzirati ugradnjom motora snage 120 KS, koji bi osigurao brzinu od 20 do 22 km/h. Dužina novog tenka nije smjela biti veća od pet metara, širina 2,34, a visina 2,3 metra. Za glavno oružje određen je top kalibra 47 mm, a uz njega tenk je trebao dobiti i dvije strojnice. Cijela ova kombinacija nije smjela biti teža od 15,5 tona, a trup se trebao izrađivati varenjem. Tako je poprilično precizno opisan Char D2, koji je trebao dobiti kupolu ST3. Unatoč ranom odabiru kupole ST3, prvi drveni mock-up i prvi prototip dobili su kupolu tenka FT 17.
Iako se formalno radilo o standardnom natječaju, od početka je bilo jasno da je tako "skrojen" da se na njega mogao javiti samo Renault, koji je već 14. travnja predstavio svoj prijedlog novog tenka, a već u svibnju Louis Renault potpisuje s ministarstvom obrane ugovor o njegovu razvoju. Zanimljivo je da je ugovor, uz razvoj tenka Char D2, predviđao i razvoj "kolonijalnog" tenka Char D3, od kojega se naknadno odustalo. Ubrzo se pokazalo da niti Renault niti ijedna druga tvrtka u Francuskoj nemaju iskustva s varenjem pancirnih čeličnih ploča. Taj se problem mogao brzo i učinkovito riješiti dovođenjem stranih stručnjaka, ali je Louis Renault zahtijevao da se taj trošak prebaci na račun ministarstva obrane, bez obzira na to što bi najviše koristi od svega imao upravo Renault. Nakon što je ministarstvo obrane odgovorilo da nema raspoloživih sredstava cijeli je projekt upao u krizu. Izlaz je nađen 8. prosinca 1931. u rješenju da Renault prvo napravi "nezavareni" (izrađen zakivanjem) prototip, označen kao UZ Renault. Prvi je prototip dovršen u ožujku 1932., a vojska ga je preuzela u travnju iste godine. Prva su testiranja obavili tehničari iz Cocks de Rueil, a završno testiranje novog tenka obavila je u svibnju 1933. u Rueilu 503 Regiment de Chars de Combat (RCC), nakon čega je, unatoč tome što je tijelo tenka bilo spojeno zakovicama, a ne vareno, odobrena nabava novog tenka. Odluku je 12. prosinca 1933. službeno donio Conseil Consultatif de l'Armement. Unatoč tome, Renault je prvu narudžbu dobio tek kad je Glavni stožer francuske vojske 14. siječnja 1934. konačno odobrio kupnju prvih pedeset tenkova. Zanimljivo je da su sve ove odluke donesene na temelju iskustava stečenih na prvom zakovanom tenku, a obrazloženja su često spominjala da se očekuje kako će se kvaliteta tenka znatno poboljšati kad se napravi zavareno tijelo.
Sad kad je početak serijske proizvodnje Chara D2 bio izgledan, i Louis Renault je bio spremniji uložiti nešto svog novca u razvoj tehnologije varenja. Prva dva zavarena prototipa naručena su u prosincu 1932., a Renault ih je dovršio u kolovozu iduće godine. Kasnije je otkriveno da su oba prototipa tek djelomično izrađena varenjem. Uz to su opremljena kupolom s tenka FT 17, što i nije bio neki nedostatak jer su prototipovi tek trebali proći testiranja pokretljivosti i izdržljivosti.
Nije poznato s kojim su motorima prototipovi isporučeni, ali sigurno ne s onima koji su ugrađivani u serijske primjerke, jer je testiranje motora na dva prototipa i na UZ započelo u prosincu 1934. Testiranje je provela Commission de Vincennes, koja je odlučila da će jedan prototip opremiti benzinskim motorom snage 120 KS, a ostala dva dizelskim motorom Lorraine-Dietrich (Renault V6) snage 123 KS. Već na prvom testu prototipa s benzinskim motorom, 25. prosinca, došlo je do kvara. Nakon popravka i dogradnje postignuta je maksimalna brzina od 23 km/h. Međutim, ubrzo je otkriveno da je motor prebučan, te da je tenk težak za upravljanje. Zbog toga je 14. veljače 1935. prototip poslan na doradu, koja je obuhvatila pomicanje ispušnog sustava na lijevu stranu tijela, te postavljanje pregrade između borbenog i motornog odjeljka. Postavljena su i dodatna četiri spremnika za gorivo. Izvještaji su ponovno uvjeravali da će se svi nedostaci otkloniti kad stignu prva potpuno zavarena tijela. U međuvremenu je Commission de Vincennes, iz danas nepoznatih razloga, potpuno odbacila mogućnost uporabe dizelskih motora. Tako početkom 1935. još uvijek nije bio dovršen odabir motora za Char D2.
Sve se ovo ticalo razvoja isključivo razvoja tijela jer je kupola razvijana odvojeno. Razvoj kupole ST3 (Schneider Tourelle 3) tvrtka Schneider započela je još 1930. kao opciju za ugradnju na Char D1. Kad je Char D1 opremljen kupolom ST2, tvrtka je očekivala da će dobiti posao da kupolom ST3 opremi tenkove Char D2. Prvotno je Commission de Vincennes odabrala ST3 za novi tenk, ali se potom predomislila i ponovno odabrala ST2 i za Char D2. Nakon očajnih iskustava s ovim kupolama na Cahrovima D1, Commission de Vincennes se ponovno predomislila i za Char D2 odabrala kupolu APX1A Tower, koja je razvijena za teške tenkove Char B1.
Unatoč činjenici da nisu dovršena ni najosnovnija testiranja, a kamoli da je obavljeno testiranje kompletiranog tenka, francusko ministarstvo obrane je 29. prosinca 1934. Renaultu dodijelilo ugovor o isporuci prvih 50 Chara D2 po pojedinačnoj cijeni od "samo" 410 000 franaka. Ugovor je pokrivao isporuku samo tijela tenka, dok je isporuka kupola pokrivena zasebnim ugovorom i svaka je stajala dodatnih 200 000 franaka. Tako je ukupna cijena svakog Chara D2 premašivala 600 000 franaka. Kako je od svibnja 1936. do veljače 1937. Renault uspio isporučiti samo pet primjeraka, do daljnjeg je odgođena narudžba novih 150 Chara D2, za koje je Renault trebao dobiti 90 milijuna franaka. Tome sigurno nije pogodovala ni odluka francuske vlade da 1936. nacionalizira tvrtku.

## Operativna uporaba
Kako je isporuka novih tenkova bila vrlo spora, francuska je vojska tek 1. listopada 1937. uspjela formirati jednu bojnu unutar 507. RCC-a, pod zapovjedništvom Charlesa de Gaullea. Bojna je dobila 45 tenkova, a pet preostalih određeno je za obuku posada. Iako su svi željno očekivali zamjenu za tenkove Char D1 (koji su poslani u Tunis), uskoro su otkrili da ni Char D2 nije bitno bolji. Osim što su bili teški za vožnju, novi su se tenkovi neprestano kvarili.
Kako se, nakon dolaska Adolfa Hitlera na vlast u Njemačkoj, politička situacija u Europi neprestano pogoršavala, uz očigledne naznake da će sve završiti sveopćim ratom, francuska je vojska neophodno trebala nove tenkove. Kad je svoje Charove D1 morala poslati u sjevernu Afriku, nije joj preostalo ništa drugo nego da nastavi kupovati Charove D2. Zbog toga je u svibnju 1937. Conseil Consultatif de l'Armement odobrio ugovor za kupnju dodatnih 50 D2. Povrijeđen odlukom francuske vlade da mu oduzme tvrtku, Louis Renault više nije mario za njezin razvoj, pa ni za ispunjenje ugovora o isporuci tenkova. Zbog toga je Conseil Consultatif de l'Armement 1938. godine odlučio da potpuno odustane od kupnje novih Charova D2 te da sva raspoloživa sredstva prenamijeni za kupnju drugih tenkova. Međutim, to se nije pokazalo niti mudrom niti provedivom odlukom jer ostali proizvođači nisu imali dovoljno proizvodnih kapaciteta da "preko noći" povećaju proizvodnju. Nakon izbijanja II. svjetskog rata i francusko/britanske objave rata Njemačkoj nakon napada na Poljsku, Conseil Consultatif de l'Armement ponovno je promijenio politiku i naručio novih 50 Charova D2. Naravno, bilo je prekasno naručiti veći broj tenkova kojima bi se opremile nove postrojbe. Plan je predviđao da se u veljači 1940. isporuči pet tenkova, u ožujku osam, te nadalje pet svakog mjeseca. Velikim zalaganjem radnika u Renaultu u veljači je isporučeno šest tenkova, u travnju čak sedamnaest, a u svibnju i lipnju trinaest. Tako brzo pokretanje proizvodnje imat će i svoje negativne posljedice.
Izbijanjem II. svjetskog rata, prva bojna 507 RCC-a spojena je s 19 Bataillon the Chars (tenkovska bojna) pod zapovjedništvom Pete armije. Od 9. ožujka 1940. pokrenut je proces modernizacije kupola APX1A Tower i zamjene starog topa SA 34 novim SA 35, koji je bio znatno učinkovitiji protiv tenkova. SA 34 zapravo je bio namijenjen uništavanju fortifikacija i za njega nikada nije razvijena protuoklopna granata. Najmodernija granata za taj top namijenjena protutenkovskoj borbi bila je Obus B Modele 1932 mase 1410 grama. Projektil ove granate imao je eksplozivno punjenje od samo 142 grama i slabu početnu brzinu na ustima cijevi od 480 m/s. Zbog toga je na udaljenosti od samo 100 metara mogao probiti oklop debljine tek 25 mm. Novi je top na istoj udaljenosti mogao probiti dvostruko deblji oklop. Iako se danas spominjanje udaljenosti od 100 metara čini čudnim, u obzir se mora uzeti da su početkom II. svjetskog rata ciljničke sprave tenkova bile relativno primitivne te je njihova preciznost bila preslaba da bi se mogli gađati ciljevi na većim udaljenostima. Uz to, ručno pokretanje kupole u pravilu je onemogućavalo gađanje ciljeva u pokretu. U slučaju Chara D2, sve je bilo još gore jer je zapovjednik tenka ujedno bio i ciljatelj i punitelj. Do njemačkog napada na Francusku 10. svibnja, navodno je samo pet Charova D2 dobilo kupole APX1A s topovima AS 35. Neki izvori navode da su zapravo ugrađivane kupole APX4.
Nakon prodora njemačkih tenkovskih divizija u unutrašnjost Francuske, tamošnja je vojska odlučila na brzinu formirati nove tenkovske postrojbe koje će se moći suprotstaviti njemačkoj strategiji masovne uporabe oklopnih snaga. Tako je prva bojna 507 RCC-a 26. travnja 1940. postala 345 Company Autonomous de Chars the Combat. Do tog je vremena Renault uspio isporučiti 12 novih Charova D2, koji su svi serijski opremljeni kupolama APX4 s topovima SA 35. Uz četrnaest tenkova koji su već bili u 345 Compagnie Autonome de Chars the Combat (CACC), 10 novih je raspoređeno u 346, a 12 u 350 CACC. Brzo pokretanje proizvodnje imalo je i negativnih posljedica. Naime, veći dio novih tenkova nije bio ispravan, a neki uopće nisu funkcionirali. Zbog toga su odmah krenula govorkanja o sabotažama iako se radilo o pukoj želji da se u što kraćem vremenu isporuči što veći broj tenkova. Premda "na papiru" Char D2 nije bio bitno lošiji od tadašnjih njemačkih tenkova, česti kvarovi, neiskustvo posada i loše vođenje na kraju su doveli do katastrofe.
Već 15. svibnja 345 CACC je u Versaillesu ukrcan na vlak, a dan poslije iskrcao se u Cossonsu te se još istog dana prebacio u Crouy, četiri kilometra sjeveroistočno od Soissonsa. Prvi dodir s neprijateljem 345 CACC je imao 16. svibnja kod Moncorneta. Devetnaestog svibnja 345 CACC sudjeluje u napadu na Serre Crecy, a idućeg dana brani cestu između Eppea i Laona. U tri dana borbi 345 CACC je izgubio deset tenkova i nakon 20. svibnja više nije bio operativan.
Nakon što je stožer francuske vojske uvidio da male oklopne postrojbe ne mogu zadržati njemačke tenkovske i oklopne divizije na brzinu je donio planove za formiranje većih postrojbi. Tako je 16. svibnja formirana 4 Division Cuirassee the Reserve (DCR) pod zapovjedništvom Charlesa de Gaulea, u koju su, između ostalih, ušli 346 i 350 CACC. De Gaulle je već idući dan svoje snage poslao u borbu, u protunapad kod grada Laona, koji je neuspješno trajao do 19. svibnja. Nakon toga pokušao je protunapadom vratiti most kod Amiensa, koji također nije uspio. Do početka lipnja 1940., 4 DCR je uglavnom razbijen, a dio njegova ljudstva prešao je preko Dunkerquea u Veliku Britaniju. Tijekom borbi početkom 1940., Nijemci su zarobili oko 20 uporabljivih Charsova D2, koje su preimenovali u Panzer D2 733 (f). Ne postoje izvještaji da su rabljeni u borbama. Zapravo se u nekoliko različitih izvora spominje podatak da su s njih skinute kupole APX4 i poslane u Hrvatsku, gdje su uporabljene na oklopnim vlakovima.

## Opis tenka
Iako je nastao kao poboljšani Char D1, D2 je u mnogočemu bio drukčiji tenk, što ne znači i bolji. Zapravo su ostali svi problemi. Tako je zadržana tročlana posada (zapovjednik, vozač i radiooperater), u kojoj je zapovjednik morao motriti okolinu tenka i otkrivati ciljeve, te upravljati kupolom. U najboljem slučaju, pri punjenju topa mogao mu je pomoći radiooperater. U miru se to možda činilo racionalnim rješenjem, ali su već u prvim bitkama s njemačkim tenkovima posade Chara D2 (kao i D1) uvidjele da na taj način ne mogu djelovati. U praksi je to izgledalo otprilike ovako: zapovjednik tenka bi sjedio na vrhu kupole i motrio okolinu kroz okretnu kupolicu na krovu, te usmjeravao vozača u kojem smjeru želi kretanje tenka. Nakon što bi otkrio cilj, zapovjednik bi se morao spustiti do glavnog oružja u kupoli. To nije bio veći problem ako je cilj bio stacionaran, recimo bunker. Znatno bi veći problem bio ako je cilj bio njemački tenk u pokretu, jer je zapovjednik nakon spuštanja u kupolu mogao birati hoće li prvo ponovno pronaći cilj kroz ciljničku spravu ili napuniti top. Naravno, zapovjednik je mogao ili napuniti top prije ulaska u akciju ili je to umjesto njega mogao učiniti radiooperater. U svakom slučaju, zapovjednik bi tijekom spuštanja iz vrha kupole do ciljničke sprave izgubio vizualni kontakt s ciljem. Tijekom borbi u Francuskoj 1940., to su najčešće bili srednji tenkovi Panzer III i Panzer IV, koji su mogli voziti najvećom brzinom od 40 km/h. Da su, zbog konfiguracije terena morali voziti i upola manjom brzinom, u tih nekoliko sekundi prešli bi dovoljnu udaljenost da bi ih zapovjednik Chara D2 teško mogao naći na svojoj ciljničkoj spravi. Da sve bude još gore po francuske posade, njemački Panzer III i Panzer IV imali su posadu od čak petero ljudi (zapovjednik, ciljatelj, punitelj, vozač i radiooperater/ciljatelj na strojnici). Zbog toga njemačke posade nisu imale problema kao francuske. Osim toga, tenkovi Char D1 i D2 imali su dotad jedinstveno rješenje da je vozač istodobno upravljao i strojnicom u prednjem dijelu tenka. Zanimljivo bi bilo pročitati koliko je vozača tijekom vožnje u bitki uspjelo i pucati iz strojnice.
Još se jedna, naizgled minimalna razlika pokazala kao odlučujuća: za razliku od njemačkih, na francuskim kupolicama na krovu kupole nije postojao pokretni poklopac. Naime, tijekom bitke njemački bi zapovjednici tenkova često otvarali poklopce kupolica i izvirivali van kako bi imali što bolji pregled bojišta. Zapovjednici na tenkovima Char D2 to nisu mogli već su morali okretati cijelu kupolicu. Na taj su način izgubili jednu od rijetkih prednosti pred njemačkim tenkovima, veću visinu.
Po uzoru na sve dotadašnje tenkove tvrtke Renault i Char D2 imao veću visinu (2,66 m) nego širinu (2,22 m). Od toga je visina tijela bila čak 1,75 metara. Zanimljivo je da neki izvori navode širinu od 2,34 i visinu od 2,3 metra. Za ono vrijeme, razina oklopne zaštite bila je sasvim solidna. Prednji dio tijela i kupole imali su 40 mm debeli oklop, dok su krov i podnica bili su debeli 20 mm. Povećanje debljine oklopa donijelo je i povećanje mase na 19 750 kg (Char D1 imao je 14 000 kg).
Zbog velike visine tijela posada je "uživala" u velikom unutarnjem prostoru. Ali kombinacija velike visine i katastrofalno loše riješenog prednjeg oblika tijela pokazala se gubitničkom kombinacijom u ratu. Naime, prednji dio tijela Chara D2 bio je praktički okomita ploča od koje se granata nije odbijala (rikošetirala). Zbog toga su njemačke tenkovske posade vrlo brzo zaključile da je, zbog relativno male i dobro zaštićene kupole, mnogo lakše pogoditi prednji dio tijela tenka Char D2, što je zbog njegove visine i lošeg oblika bila laka zadaća.
Ugrađeni benzinski motor Renault V-6 zapremine 9,5 litara davao je 150 KS, a to je bilo dovoljno za maksimalnu brzinu od 23 km/h, što je bilo za gotovo 20 km/h manje od njemačkih tenkova. Izvan ceste brzina bi pala na 16 km/h. Benzinski je motor imao veliku potrošnju te je autonomija tenka bila, uz maksimalno 352 litre u spremnicima, samo 100 kilometara.
Uz kupolu APX1A i top AS34 išao je borbeni komplet od 120 granata, a uz kupolu APX4 i top AS35 komplet sa 108 granata. U obje kupole s topom bila je spregnuta strojnica Chatellerault MAC mle 1931 kalibra 7,5 mm. Istovjetna se strojnica nalazila i u prednjem dijelu tijela tenka te je njome upravljao vozač. Borbeni komplet za strojnice iznosio je 5100 metaka.
Napravljena su i dva zapovjedna tenka (serijskih brojeva 2016 i 2049), koje su opremili s dva (standardno je bio jedan) radiouređaja ER52.
Jedan je Char D2 tijekom 1938. godine iskorišten kao prototip za oklopni bacač plamena. Razvoj bacača dodijeljen je tvrtki Chaubeyre. Sastojao se od spremnika benzina i lakog ulja zapremine 900 litara. Iako je cijeli projekt bio više nego zanimljiv, od njega se moralo odustati u proljeće 1940. jer je i taj jedan tenk morao u postrojbu.

### Zajednički poslužitelj
|  | Zajednički poslužitelj ima stranicu o temi Char D2    |
|  | Zajednički poslužitelj ima još gradiva o temi Char D2 |